# Pont Octávio Frias de Oliveira
Pour les articles homonymes, voir Octávio Frias de Oliveira et Frias (homonymie).
Le pont Octávio Frias de Oliveira est un pont à haubans traversant le Pinheiros à São Paulo, au Brésil.

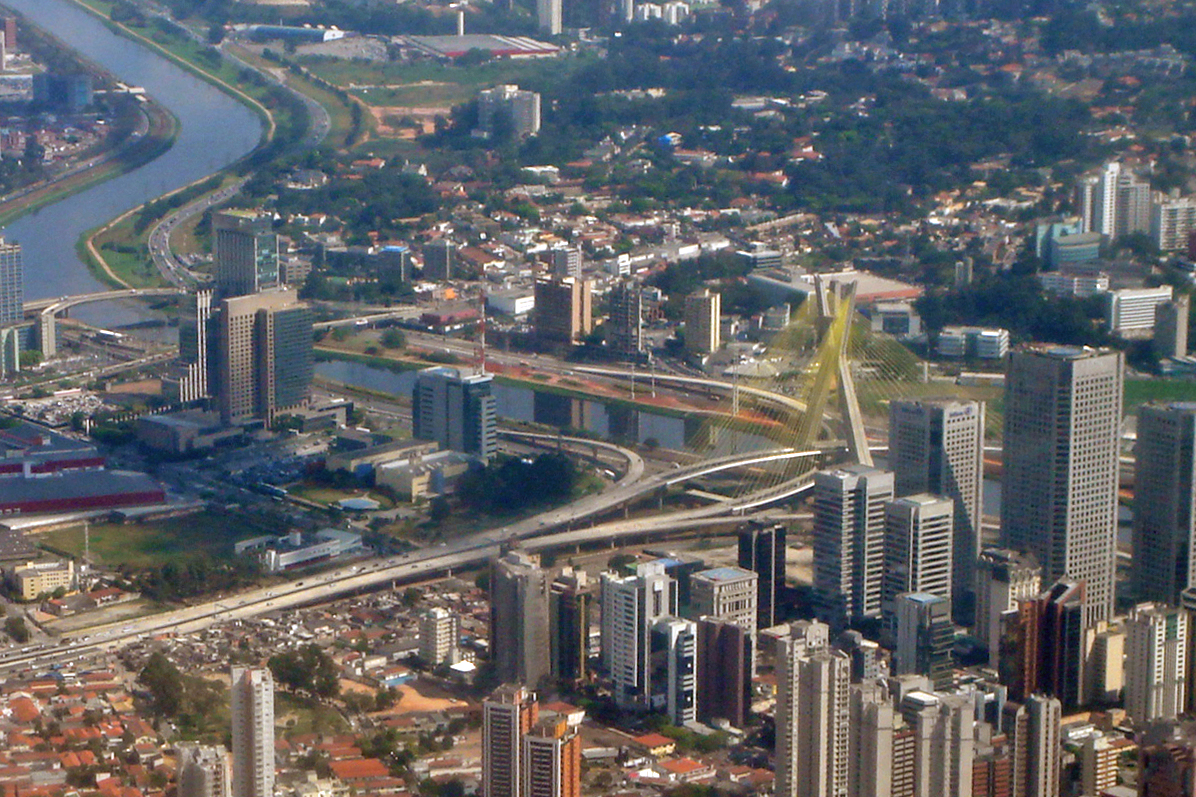
Pont Octávio Frias de Oliveira.

Il mesure 1 600 mètres de longueur et 138 mètres de hauteur. Il doit son nom à Octávio Frias de Oliveira, homme d'affaires brésilien.
Le pont Octávio Frias de Oliveira fut construit pour relier l'autoroute Marginal Pinheiros à la partie sud de la ville, de l'autre côté du Pinheiros. 